# Попутная
Попу́тная — станица в Отрадненском районе Краснодарского края. Административный центр Попутненского сельского поселения.
Население — 5,8 тыс. жителей (2010), второе место в районе.

## География
Станица расположена на левом берегу реки Уруп (приток Кубани), при впадении в неё левого притока Бей-Мурза-Чупран (Чехрак). Районный центр — станица Отрадная расположена в 14 км южнее, выше по течению реки.

## История
Для строительства станицы в 1855 году был заготовлен лес и доставлен на место строительства. Заселение станицы Попутной начато в мае и закончено в августе 1856 года. Для оказания помощи в строительстве, в ст. Попутную был прислан воинский отряд, который 20 сентября 1856 года был переведен на реку Большой Тенгинь, для строительства станицы Отрадной.
Первыми поселенцами были казаки Кавказского линейного войска и малороссийские казаки. Здесь селились переселенцы из станиц Старой линии на правом берегу Кубани. Всего поселено 305 семей, в том числе: 3 семьи офицерских и 6 урядничих. Заселением и устройством станицы занимался войсковой старшина Лазарев. Всем переселенцам выдавались денежные пособия, под расписку в присутствии войскового старшины. При выдаче удерживалось на строительство церкви по 25 рублей, на собранные таким образом деньги, в 1868 году в Попутной была построена церковь. Для этого в станицу был приглашен ставропольский потомственный почётный гражданин, купец первой гильдии Николай Никитьевич Плотников, и заключён с ним контракт на постройку церквей в станицах Попутной, Бесскорбной и Отрадной. Станица входила в Лабинский отдел Кубанской области.
Первая станичная школа была открыта в 1864 году. Здание деревянное, одноэтажное из 3-х комнат. Учащихся на начало XX века было около 30 человек — мальчиков казачьего сословия.
В 1893 году в станице Попутной было 1157 дворов, в который проживало 7342 человек населения.
В 1908 году построено новое здание станичной школы. А в 1913 году построены ещё 4 кирпичных зданий начальных школ, а построенная в 1908 году разобрана, а материал использован на строительство новых зданий. В том же 1913 году в станице Попутной открыто высшее начальное училище, где обучалось 57 учащихся, в числе которых было: 48 детей казаков и 9 прочих.

## Население
| 5383 | 5335 | 6199 | 5809 |

Бо́льшая часть населения станицы — русские (86,1 %), также проживают армяне (10,1 %), украинцы (1,2 %) и др.

### Известные люди
В станице родились:
- Скляров, Сергей Фёдорович (1897—1943) — генерал-майор.
- Феофан (Адаменко) (1885—1937) — священнослужитель Русской православной церкви.

Здесь жила
- Соломаха, Татьяна Григорьевна (1892–1918) — русская pеволюционерка, участница Гражданской войны в России.

## Галерея

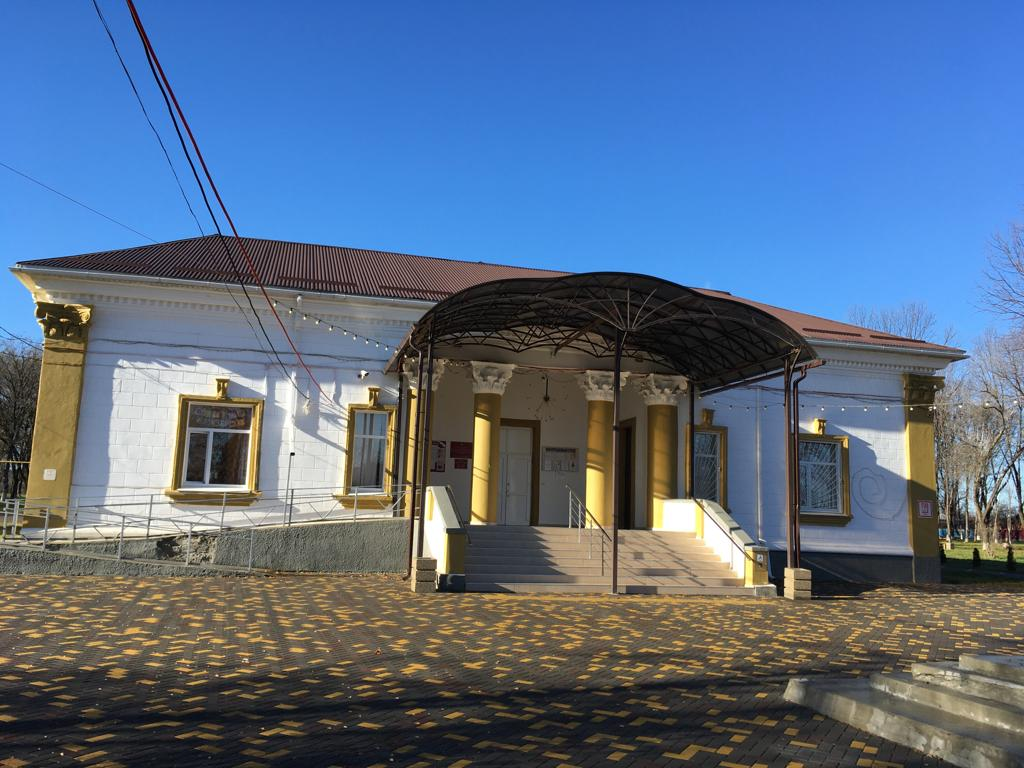
Дом культуры
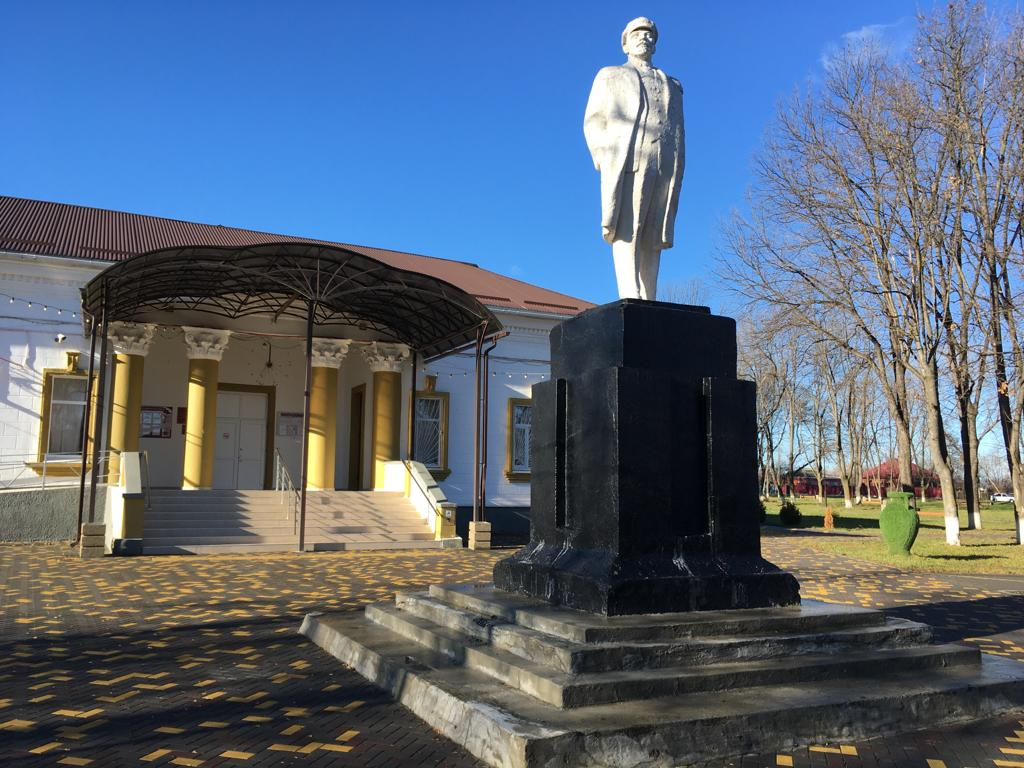
Памятник В. И. Ленину
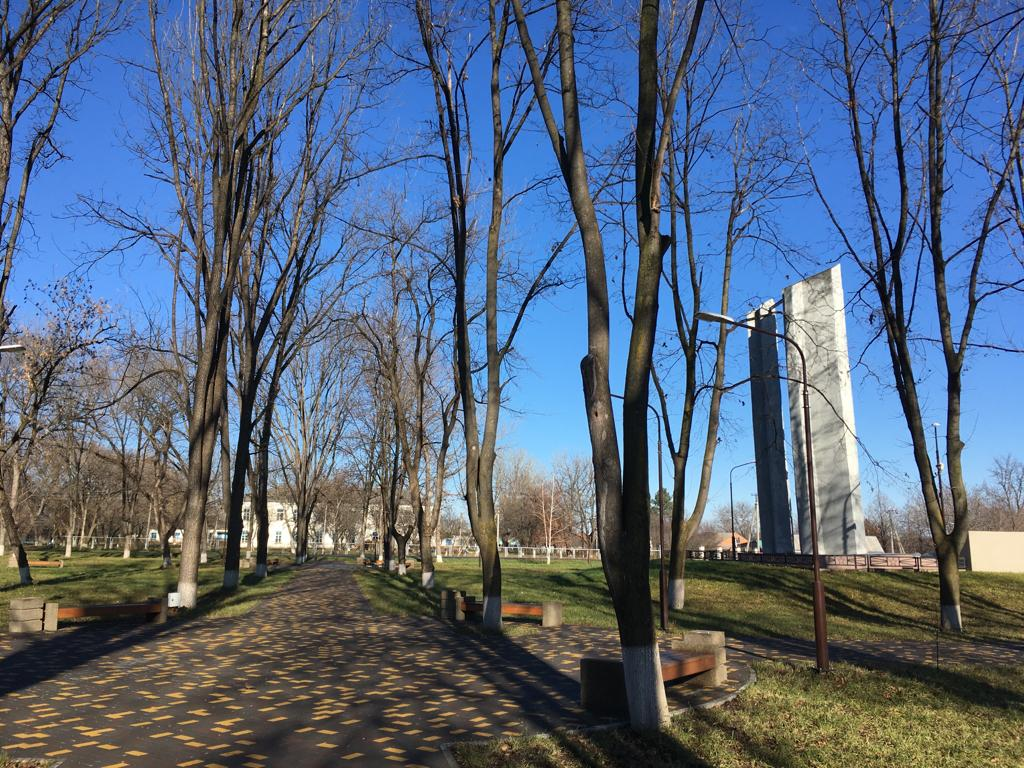
Парк
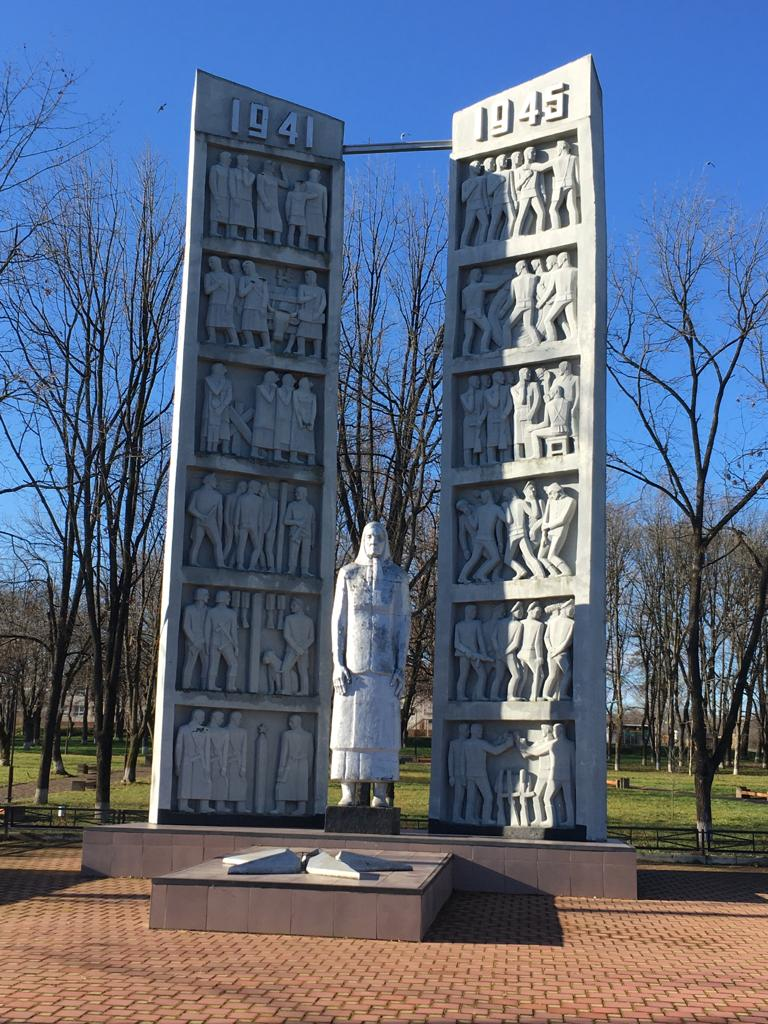
Памятник в парке
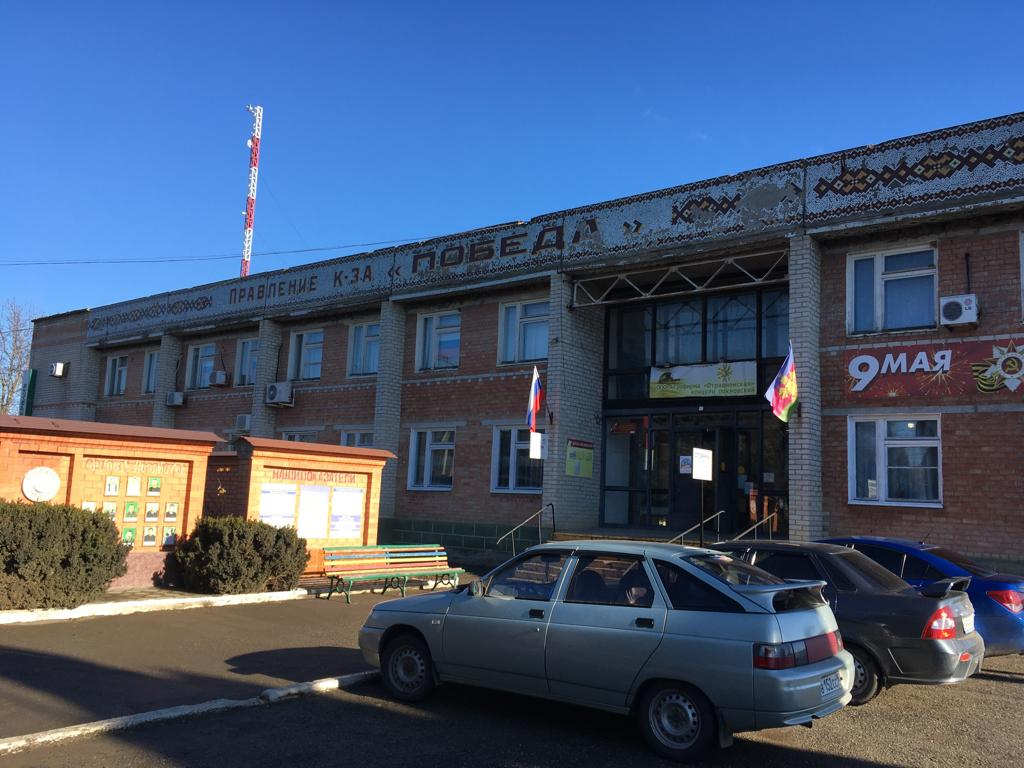
Здание правления колхоза «Победа»
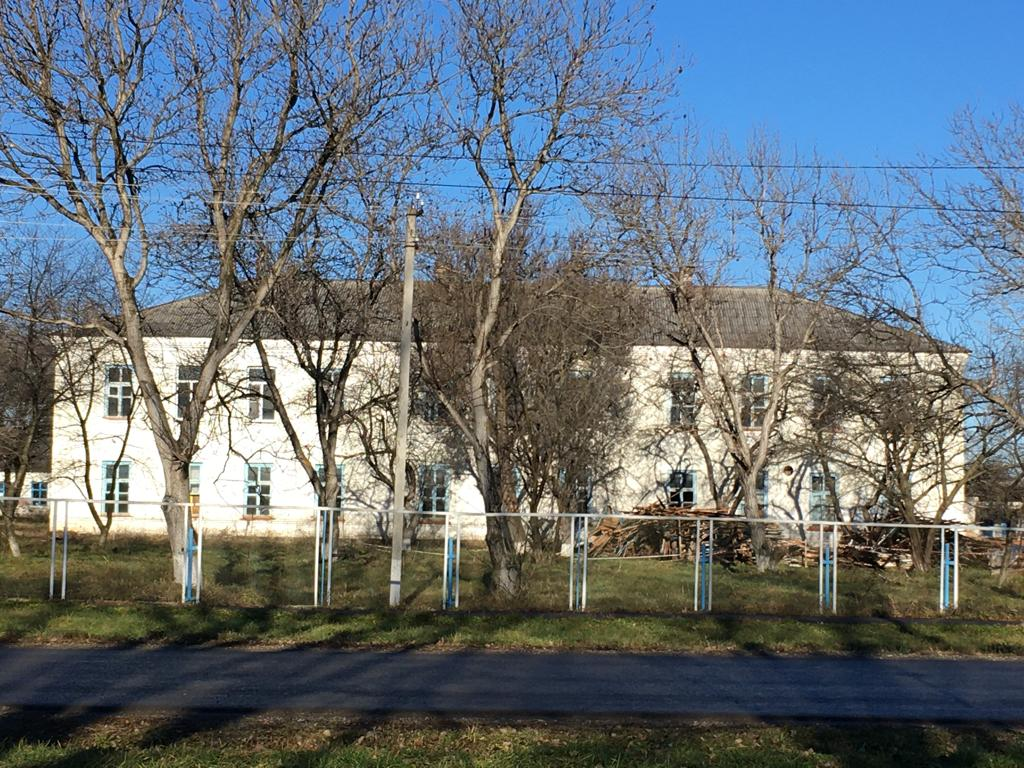
Участковая больница